# Monica Iagăr
Monica Iagăr (în timpul căsătoriei Monica Dinescu; n. 2 aprilie 1973, Sighetu Marmației, Maramureș, România) este un atlet și politician român care s-a remarcat prin performanțe deosebite la săritura în înălțime, unde a obținut rezultatul maxim de 2,03 metri în sală. În 2024, a fost aleasă deputat pentru partidul Alianța pentru Unirea Românilor (AUR).

## Biografie
În 1980 s-a înscris la școala sportivă din Sighetu Marmației, unde profesorul Csillik Zoltan a antrenat-o pentru sărituri și a obținut primul record național la junioare, în 1985. S-a transferat la Clubul Steaua, București la clasa antrenoarei Viorica Viscopoleanu. În 1996 sportiva a fost suspendată șase luni pentru dopaj. În 1998 ea a cucerit medalia de aur atât la Campionatul European în sală de la Valencia cât și la Campionatul European de la Budapesta. De două ori, în 2000 și 2004, a participat la Jocurile Olimpice. Atleta deține recordurile naționale atât în sală cât și în aer liber și este multiplă campioană națională.
Maestră a Sportului (1993). Maestră Emerită a Sportului. În 2000 a primit Medalia Națională Pentru Merit clasa a III-a. În 2004 ea a primit Ordinul Meritul Sportiv clasa a III-a.
Din 2016 până în 2017 a fost președinte al clubului CS Dinamo București. Iagăr a absolvit Academia de educație și Sport din București (1997) și este doctor in științele educației și sportului (2010).

## Carieră politică

### Legislatura I (2024–prezent)
În 2024 a candidat din partea AUR la alegerile europarlamentare și la Primăria Sectorului 6. Iagăr a fost aleasă membru al Camerei Deputaților din circumscripția Satu Mare din partea acestui partid în urma alegerilor parlamentare din 2024.

## Palmares
| An   | Competiție                   | Locație                     | Loc | Note   |
| ---- | ---------------------------- | --------------------------- | --- | ------ |
| 1994 | Campionatul European         | Helsinki, Finlanda          | 19  | 1,85 m |
| 1995 | Campionatul Mondial în sală  | Barcelona, Spania           | 11  | 1,90 m |
| 1995 | Campionatul Mondial          | Göteborg, Suedia            | 17  | 1,90 m |
| 1995 | Jocurile Mondiale Militare   | Roma, Italia                | 2   | 1,89 m |
| 1996 | Campionatul European în sală | Stockholm, Suedia           | 5   | 1,94 m |
| 1997 | Campionatul Mondial în sală  | Paris, Franța               | 9   | 1,90 m |
| 1997 | Cupa Europei                 | München, Germania           | 5   | 1,84 m |
| 1997 | Campionatul Mondial          | Atena, Grecia               | 13  | 1,88 m |
| 1997 | Universiada                  | Catania, Italia             | 2   | 1,96 m |
| 1998 | Campionatul European în sală | Valencia, Spania            | 1   | 1,96 m |
| 1998 | Campionatul European         | Budapesta, Ungaria          | 1   | 1,97 m |
| 1998 | Cupa Mondială                | Johannesburg, Africa de Sud | 1   | 1,98 m |
| 1999 | Campionatul Mondial în sală  | Maebashi, Japonia           | 4   | 1,93 m |
| 1999 | Cupa Europei                 | Paris, Franța               | 2   | 1,97 m |
| 1999 | Universiada                  | Palma de Mallorca, Spania   | 1   | 1,95 m |
| 1999 | Campionatul Mondial          | Sevilla, Spania             | 10  | 1,93 m |
| 2000 | Cupa Europei                 | Gateshead, Marea Britanie   | 1   | 1,93 m |
| 2000 | Jocurile Olimpice            | Sydney, Australia           | 9   | 1,93 m |
| 2001 | Campionatul Mondial în sală  | Lisabona, Portugalia        | 8   | 1,93 m |
| 2001 | Campionatul Mondial          | Edmonton, Canada            | 7   | 1,90 m |
| 2004 | Campionatul Mondial în sală  | Budapesta, Ungaria          | 10  | 1,93 m |
| 2004 | Jocurile Olimpice            | Atena, Grecia               | 8   | 1,93 m |
| 2005 | Campionatul European în sală | Madrid, Spania              | 10  | 1,89 m |
| 2005 | Campionatul Mondial          | Helsinki, Finlanda          | 21  | 1,84 m |

## Recorduri personale
| Probă                        | Performanță | Dată             | Locație   |
| ---------------------------- | ----------- | ---------------- | --------- |
| Săritura în înălțime         | 2,02 m RN   | 6 iunie 1998     | Budapesta |
| Săritura în înălțime în sală | 2,03 m RN   | 23 ianuarie 1999 | București |